# لیودمیلا بولداکوا
لیودمیلا بولداکوا (انگلیسی: Lyudmila Buldakova) بازیکن سابق تیم ملی والیبال زنان شوروی است.
او در ترکیب تیم ملی شوروی سابق به دو مدال طلا المپیک ۱۹۶۸ و ۱۹۷۲ دست یافت.